# Zarządzanie zasobami załogi

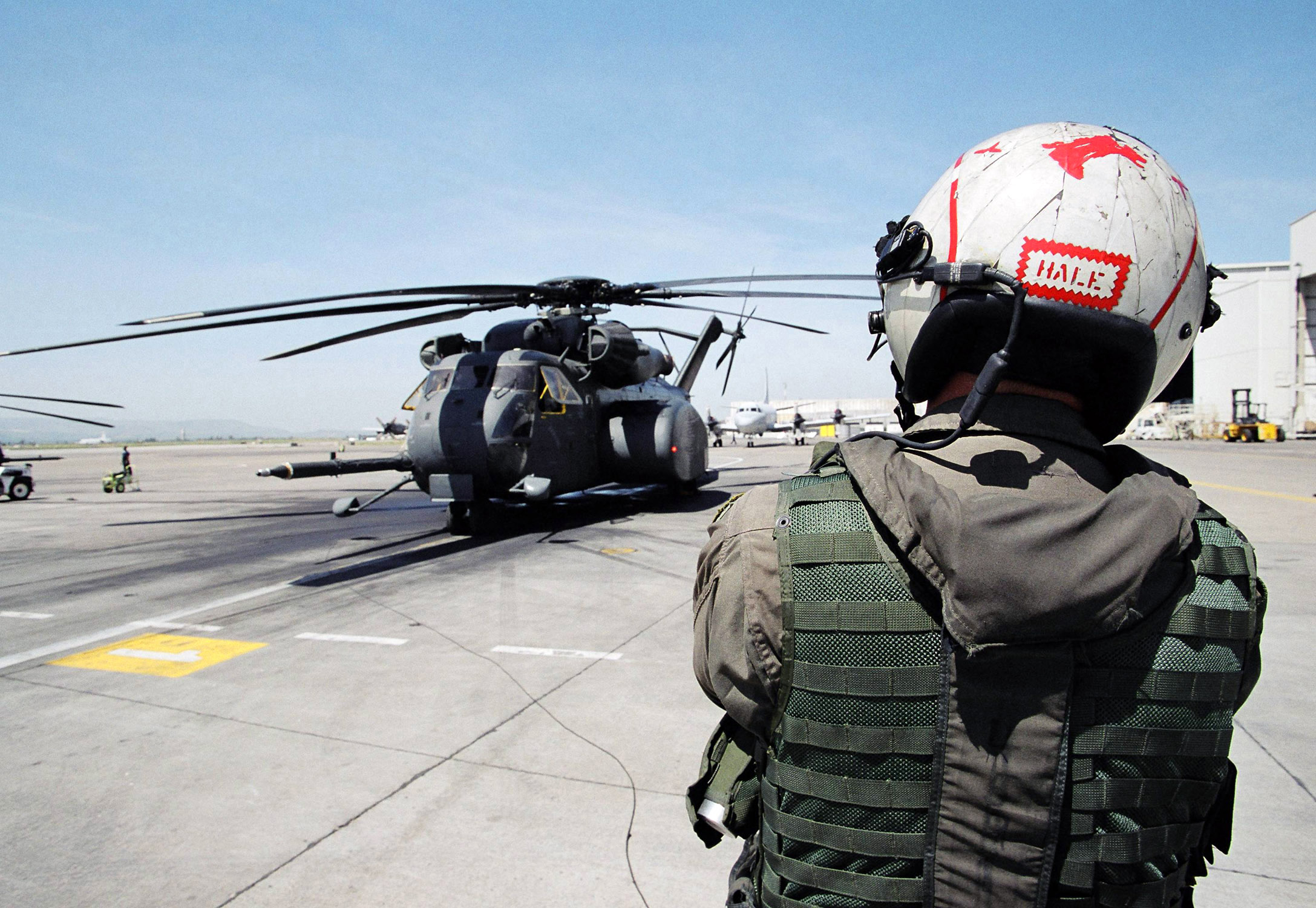
Przygotowania do startu śmigłowca MH-53E Sea Dragon w Naval Air Station (NAS) Sigonella na Sycylii we Włoszech. Załoga przeprowadza trening Zarządzania zasobami załogi.

Zarządzanie zasobami załogi lub zarządzanie zasobami kokpitu (ang. Crew Resource Management lub Cockpit Resource Management – CRM) – zestaw procedur szkoleniowych do stosowania w środowiskach, w których błąd ludzki może pociągać za sobą katastrofalne następstwa. Stosowany głównie w obszarze bezpieczeństwa lotów, polega na komunikacji międzyludzkiej, przywództwie i podejmowaniu decyzji w kokpicie.
Nazwa Cockpit Resource Management (następnie uogólniona do Crew Resource Management) została utworzona w 1979 przez psychologa NASA Johna Laubera, który przez wiele lat badał procesy komunikacji w kokpicie. Przy zachowaniu hierarchii dowodzenia, koncepcja ma na celu stworzyć mniej autorytatywną kulturę współpracy, w której drugi pilot jest zachęcany do zakwestionowania działań kapitana, jeśli uważa je za błędne.
CRM powstało na bazie analizy przez amerykańską organizację National Transportation Safety Board (NTSB) katastrofy lotu United Airlines 173 w 1978, gdzie w samolocie skończyło się paliwo podczas gdy załoga zajmowała się problemem podwozia. 7 czerwca 1979 NTSB wydało przełomowe zalecenie wymagania szkolenia w zakresie CRM dla załóg linii lotniczych. Kilka tygodni potem NASA zogranizowało warsztaty poświęcone tej tematyce i wspierając to innowacyjne szkolenie. United Airlines były pierwszymi liniami lotniczymi, które w 1981 wprowadziły szkolenie CRM dla załóg kokpitów. Do lat 90. XX w. szkolenia te zostały przyjęte jako standard.
United Airlines przeszkoliły w stosowaniu CRM również stewardesy, aby razem z pilotami stanowiły kolejną warstwę ulepszonej komunikacji i pracy zespołowej. Badania wykazały, że jeśli obie te grupy razem stosują CRM, bariery komunikacyjne zmniejszają się, a problemy można rozwiązać bardziej efektywnie, co zwiększa bezpieczeństwo. Zasady szkolenia CRM zostały zmodyfikowane w celu zastosowania w szerokim zakresie sytuacji, w których ludzie muszą w krótkim czasie podejmować niebezpieczne decyzje, takich jak kontrola ruchu lotniczego, nawigacja statków, walka z pożarem, a nawet szpitalne sale operacyjne.

## Przegląd
Szkolenie lotnicze CRM jest znane pod wieloma nazwami, np. zarządzanie zasobami kokpitu (ang. Cockpit Resource Management), zarządzanie zasobami pulpitu lotniczego (ang. Flightdeck Resource Management) oraz dowództwo, przywództwo i zarządzanie zasobami (ang. Command, Leadership, and Resource Management), ale szeroko przyjął się ogólny termin Zarządzanie zasobami załogi. W przypadku stosowania technik CRM w innych dziedzinach, czasem zyskują własne nazwy, np. zarządzanie zasobami obsługi (ang. Maintenance Resource Management) czy zarządzanie zasobami morskimi (ang. Maritime Resource Management).
Szkolenie CRM łączy rozległe dziedziny wiedzy, umiejętności i cechy takie jak komunikacja, orientacja w sytuacji, rozwiązywanie problemów, podejmowanie decyzji i praca zespołowa; łącznie z podległymi im dziedzinami. CRM można określić jako system zarządzania, który stosuje dostępne zasoby (sprzęt, procedury i ludzi) w optymalny sposób, w celu promocji bezpieczeństwa i podwyższenia efektywności działań.
CRM wiąże się z umiejętnościami poznawczymi i interpersonalnymi potrzebnymi do zarządzania zasobami w zorganizowanym systemie, zaś niekoniecznie z wiedzą techniczną i umiejętnością obsługi urządzeń. W tym kontekście zdolności poznawcze określa się jako procesy umysłowe używane do zdobycia i utrzymania świadomości sytuacji, w celu rozwiązywania problemów i podejmowania decyzji. Umiejętności interpersonalne polegają na komunikacji i całej gamie zachowań związanych z pracą zespołową. W wielu systemach operacyjnych, tak jak w wielu dziedzinach życia, zakresy umiejętności się często nakładają, pokrywają się też z wymaganymi umiejętnościami technicznymi. Nie są też ograniczone do pracy w zespole wieloosobowym czy wspólnej obsługi urządzeń, ale mają zastosowanie w przypadku obsługi czy pracy jednoosobowej, ponieważ wciąż są potrzebne w relacji z innymi zadaniami lub sprzętem czy zespołami wsparcia w celu skutecznego ukończenia zadania.
Szkolenie CRM dla zespołu zostało wprowadzone i rozwinięte przez organizacje lotnicze, takie jak wielkie linie lotnicze i lotnictwo wojskowe na całym świecie. Szkolenie CRM jest obecnie obowiązkowym elementem szkolenia zawodowych pilotów pracujących w ramach większości organizacji lotniczych na całym świecie, łącznie z FAA (w Stanach Zjednoczonych) i JAA (w Europie). Wobec wprowadzenia CRM w liniach lotniczych, amerykańskie Ministerstwo Obrony zaczęło szkolić załogę swoich samolotów w CRM w latach 80. XX w. Obecnie United States Air Force i United States Navy wymagają, aby wszyscy członkowie załóg przechodzili coroczne szkolenie CRM, w celu zmniejszenia ilości wypadków spowodowanych błędami ludzkimi. United States Army ma swoją własną wersję CRM zwaną Zaawansowanym Szkoleniem Koordynacji Załogi Statków Powietrznych (ang. Aircrew Coordination Training Enhanced – ACT-E).

### Komunikacja
Podstawowym celem CRM jest lepsza świadomość sytuacyjna, samoświadomość, przywództwo, asertywność, podejmowanie decyzji, elastyczność, zdolność do adaptacji, analiza zdarzenia i zadania, oraz komunikacja. CRM ma na celu wytworzenie kultury czy klimatu zachęcającego do swobodnego kwestionowania autorytetu. Dostrzega, że rozbieżność pomiędzy tym, co się dzieje, a tym, co powinno się dziać jest często pierwszym wskaźnikiem, że występuje błąd. To delikatny temat dla wielu organizacji, zwłaszcza tych z tradycyjną hierarchią, dlatego zwierzchnicy i osoby im podległe muszą zostać nauczone odpowiednich technik komunikacji, tak, aby zwierzchnicy rozumieli, że kwestionowanie ich autorytetu nie jest zagrożeniem, zaś osoby podległe znały właściwy sposób kwestionowania poleceń.
Nagrania rozmów w kokpicie z wielu wypadków lotniczych w tragiczny sposób ukazują dramatyczne próby pierwszego oficera i mechanika pokładowego przekazania kapitanowi krytycznych informacji w niebezpośredni i nieskuteczny sposób. Kiedy wreszcie kapitan zrozumiał przekaz i sytuację, było już za późno na uniknięcie wypadku. Ekspert CRM, Todd Bishop zaprojektował pięciostopniowy proces przekazania informacji (zwany Assertive Statement), który zawiera zarówno pytanie, jak i podjęcie kroków w celu rozwiązania sytuacji:
- Zacznij lub zwróć na siebie uwagę – zwrot do osoby, np. „Hej szefie” lub „kapitanie Kowalski” czy „Jasiu”, czy użycie innego imienia lub tytułu, które zwróci uwagę danej osoby.
- Wyraź swoje obawy – przedstaw swoją analizę sytuacji w sposób bezpośredni, panując nad swoimi emocjami, np. „Obawiam się, że możemy mieć za mało paliwa, aby przelecieć przez burzę” lub „Obawiam się, że dach się zawali”.
- Wyraź problem tak, jak go widzisz – np. „Zostało nam paliwa tylko na 40 minut” albo „Ten budynek ma dach z lekkich paneli stalowych, i pożar mógł się tam przenieść”.
- Zaproponuj rozwiązanie – np. „Zawróćmy na inne lotnisko i zatankujmy” albo „Myślę, że powinniśmy oderwać kilka dachówek i zajrzeć tam kamerą termiczną, zanim wyślemy tam ludzi”.
- Uzyskaj zgodę – np. „Czy uważa pan, że tak będzie dobrze, kapitanie?”[14][16].

Są to trudne do nauczenia umiejętności, ponieważ mogą wymagać znacznych zmian we własnych przyzwyczajeniach, dynamice kontaktów międzyludzkich i kulturze panującej w organizacji.

## Analiza wypadków

### Katastrofa lotu United Airlines 173
Załoga lotu United Airlines 173 schodziła do lądowania na lotnisko w Portland wieczorem 28 grudnia 1978, kiedy zauważyła usterkę podwozia. Kapitan postanowił krążyć nad lotniskiem i w tym czasie rozwiązać problem. Kapitan przez godzinę koncentrował się na problemie z podwoziem, ignorując powtarzające się uwagi drugiego pilota i inżyniera na temat zmniejszającego się zapasu paliwa. Dopiero kiedy silniki zaczęły gasnąć, zrozumiał sytuację. Samolot lądował awaryjnie w zalesionym terenie podmiejskim przed Portland, ponad 6 mil przed pasem startowym. Spośród 189 osób na pokładzie, dwoje członków załogi i ośmioro pasażerów zginęło. W swoim raporcie NTSB wystosowało szereg zaleceń, takich jak:

“Wydać biuletyn operacyjny do wszystkich inspektorów przewoźników lotniczych instruując ich, aby zalecali swoim operatorom szkolenie ich załóg na temat zasad zarządzania zasobami kokpitu, ze szczególnym naciskiem na zalety zarządzania uczestniczącego dla kapitanów i szkoleń z asertywności dla pozostałych członków załogi kokpitu. (Class II, Priority Action) (X-79-17)”

Śledczym bezpieczeństwa lotniczego NTSB, który napisał to zalecenie był psycholog lotniczy, dr Alan Diehl. W czasie badań tego wypadku zrozumiał, że zaszła tam podobna sytuacja, jak w innych wielkich wypadkach linii lotniczych, takich jak katastrofa lotu Eastern Air Lines 401 który runął na Everglades i zderzenie na pasie startowym samolotów Pan Am i KLM Boeing-747s na Teneryfie. Dr Diehl wiedział o innowacyjnych badaniach prowadzonych przez Ames Research Center w NASA i innych miejscach i uważał, że te nowe zasady szkolenia CRM mogą zmniejszyć prawdopodobieństwo błędów ludzkich.

### Katastrofa lotu United Airlines 232
Kapitan Alfred C. Haynes, pilot lotu United Airlines 232, uważa, że zarządzanie zasobami załogi było jednym z czynników, które uratowały życie jemu i wielu innym ludziom w wypadku w Sioux City w stanie Iowa w lipcu 1989. Linie United rozpoczęły szkolenia zwane Command Leadership Resource Training w latach 80. W trakcie feralnego lotu, korzystając łącznie ze 103 lat doświadczenia trzech obecnych w kokpicie pilotów oraz instruktora lotu, byli oni w stanie wylądować w sposób, jakiego żaden z nich nigdy nie ćwiczył. Gdyby kapitan nie pozwolił każdemu członkowi załogi proponować rozwiązań, wszyscy mogliby zginąć w katastrofie. W trakcie awaryjnego lądowania z nadmierną prędkością, po całkowitej utracie sterowności samolotu, spośród 296 osób na pokładzie zginęło 112.

### Katastrofa lotu Air France 447
Jedna z analiz wskazuje nieprzestrzeganie CRM jako jeden z czynników, które doprowadziły do katastrofy lotu Air France 447, który runął do Atlantyku lecąc z Rio de Janeiro do Paryża 1 czerwca 2009.
Po rozwiązaniu wcześniejszego kilkuminutowego problemu niedziałającej rurki Pitota, kapitan wyszedł do toalety, pozostawiając stery pod kontrolą drugiego i trzeciego pilota. Nie było jasne, który z nich pilotował Airbusa około godziny 02:11:21, ani nie rozmawiali oni o tym ze sobą.
Kiedy po dwóch latach odnaleziono „czarną skrzynkę”, opublikowano kilka niezależnych analiz, zarówno przed, jak i po oficjalnym raporcie francuskiego biura bezpieczeństwa BEA. Jednym z nich był francuski raport zamieszczony w książce „Błędy pilotażu” ((fr.) Erreurs de Pilotage), w którym zamieszono ostatnie minuty nagranych rozmów w kokpicie. 6 grudnia 2011 Popular Mechanics opublikowało analizę wypadku łącznie z tłumaczeniem rozmowy i komentarzem krok po kroku. Komentując działania dwóch pilotów w kokpicie w minutach poprzedzających uderzenie w powierzchnię oceanu, autor pisze, że piloci kompletnie nie współpracowali ze sobą i nie było jasne, który z nich był za co odpowiedzialny, ani kto co robił.
Ponadto mechanizm sprzężenia zwrotnego drążka steru w Airbusie nie przekazuje pilotowi po siedzącemu w prawym fotelu, co robi pilot po lewej stronie kokpitu, ani odwrotnie. Kiedy jeden z pilotów błędnie przyciągał drążek do siebie, drugi pilot nie wiedział o tym i nie mógł skorygować tego działania. Samolot runął do oceanu zabierając 228 istnień ludzkich.

### Katastrofa lotu First Air 6560
Kanadyjski zarząd bezpieczeństwa transportu (ang. Transportation Safety Board) uznał, że brak zarządzania zasobami załogi był w dużej części odpowiedzialny za katastrofę lotu First Air 6560 samolotu typu Boeing 737-200 w Resolute 20 sierpnia 2011. Niesprawny kompas wskazywał załodze błędny kierunek, chociaż ILS i GPS wskazywały, że zboczyli z kursu. Pierwszy oficer kilkakrotnie próbował powiedzieć o problemie kapitanowi, a także kilkakrotnie w czasie podejścia do lądowania proponował przejście na drugie okrążenie, ale z powodu nieprzestrzegania procedur linii lotniczej i braku standardowego protokołu komunikacji w celu zgłoszenia problemu, kapitan zignorował ostrzeżenia pierwszego oficera. Obaj piloci byli też przeładowani obowiązkami związanymi z przygotowaniem do lądowania, w związku z czym żaden z nich nie poświęcał pełnej uwagi rozwijającej się sytuacji.
Raport TSB wzywał linie lotnicze i organy nadzorujące standaryzację procedur CRM i szkoleń w Kanadzie (Transport Canada) do zmniejszenia ilości niestabilnych podejść do lądowania, a także do poprawy komunikacji w załodze, której to niedostatki doprowadziły do katastrofy.

## Przyjęcie CRM w zawodach pokrewnych
Podstawowe zasady i ideologia, które składają się na skuteczność CRM w lotnictwie okazały się również skuteczne w pokrewnych dziedzinach. W latach 90. XX w. wiele firm lotniczych, a także międzynarodowe agencje bezpieczeństwa lotów, zaczęły przystosowywać CRM do zadań kierowania ruchem lotniczym, projektowania statków powietrznych i ich konserwacji. W dziedzinie konserwacji statków powietrznych system otrzymał nazwę Maintenance Resource Management (MRM), a we wrześniu 2000 FAA wydało dokument mający na celu ustandaryzować te praktyki w całej dziedzinie, zwłaszcza kwestie bezpieczeństwa pracy zespołowej.

### Wojsko
Na podstawie badań incydentów lotniczych na przestrzeni 10 lat (1992–2002) United States Air Force uznały, że blisko 18% ich incydentów lotniczych wiązało się bezpośrednio z błędem ludzkim w czasie konserwacji statku powietrznego. W przeciwieństwie do bardziej bezpośredniego wpływu błędów w kokpicie, błędy ludzkie w trakcie konserwacji miały miejsce znacznie wcześniej niż ujawniły się wynikłe z nich problemy. Te „uprzednie błędy” to np. nieprzestrzeganie oficjalnych instrukcji statków powietrznych, brak asertywnej komunikacji pomiędzy technikami obsługi, kiepski nadzór i błędy przy składaniu części. Aby zapobiec tego typu incydentom lotniczym spowodowanym uprzednio przez człowieka, w 2005 Lt Col Doug Slocum, szef bezpieczeństwa w Air National Guard’s 162nd Fighter Wing w Tucson w stanie Arizona, zarządził przekształcenie dotychczasowego programu CRM stosowanego w bazie w wojskową wersję MRM.
W połowie 2005 Wydział Bezpieczeństwa Lotów Air National Guard przekształcił program MRM Slocuma w krajowy program dostępny dla służb Air National Guard w 54 stanach i terytoriach. W 2006 Defense Safety Oversight Council (DSOC) amerykańskiego ministerstwa obrony uznała wartość zapobiegania incydentom poprzez program szkoleń i częściowo sfinansowała szkolenie ANG MRM w U.S. Air Force. Rozpoczęta przez ANG, a ufundowana przez ministerstwo obrony wersja MRM znana jest obecnie jako Air Force Maintenance Resource Management (AF-MRM), i jest szeroko stosowana w U.S. Air Force.

### Kolej
Australijski Rail Safety Regulators Panel zaadaptował CRM do kolejnictwa jako Rail Resource Management i zaprojektował darmowy zestaw pomocy. Zespoły kierujące pociągami w firmie National Railroad Passenger Corporation (Amtrak) w Stanach Zjednoczonych przechodzą coroczne szkolenia z zasad CRM.

### Straż pożarna
Po sukcesach w lotnictwie Crew Resource Management (CRM) zostało uznane za program potencjalnej poprawy bezpieczeństwa służb pożarowych. Ted Putnam, Ph.D., napisał rozprawę, w której omówił zasady CRM w zestawieniu z tragiczną śmiercią 14 strażaków w pożarze Południowego Kanionu w Kolorado.
W następstwie tej rozprawy służby Wildland and Structural Fire Services postanowiły przystosować lotnicze zasady CRM do sytuacji reakcji na nagłe wypadki. Stworzono kilka programów szkoleń mając na uwadze specyficzne dla tego zawodu warunki, w jakich zachodzą błędy i przeoczenia.

### Opieka zdrowotna
Elementy CRM były stosowane w służbie zdrowia Stanów Zjednoczonych od lat 90. XX w., zwłaszcza w zapobieganiu infekcji, takich jak stosowanie listy kontrolnej w czasie wkłuwania centralnego cewnika żylnego. W przeciwieństwie do sytuacji w kokpicie, obserwator sprawdzający listę jest zwykle niższej rangi niż osoba wkłuwająca kaniulę (pielęgniarka lub lekarz). Obserwator jest zachęcany do zakomunikowania, jeśli jakieś elementy procedury nie są wykonane, np. sterylność została zaniedbana. Wydział amerykańskiego departamentu zdrowia (ang. Department of Health and Human Services), Agency for Healthcare Quality and Research (AHRQ), również zapewnia zespołom medycznym darmowe szkolenia z zasad CRM. Szkolenia te, zwane TeamSTEPPS, prowadzone są na terenie sześciu kampusów uczelni medycznych w Stanach Zjednoczonych. Szkolenia organizacji zdrowotnych w zakresie CRM stało się przedmiotem transakcji biznesowych.

### Żegluga
W 2010, na konferencji w Manili Zarządzanie zasobami załogi zostało wprowadzone do konwencji o szkoleniu marynarzy jako Maritime Resource Management (MRM) lub Bridge Team/Resource Management. W Polsce używa się terminów Dowodzenie wachtą nawigacyjną, Dowodzenie mostkiem/siłownią okrętową. W czasie kursów uczestnicy zapoznają się teoretycznie oraz w czasie ćwiczeń z problemami komunikacji, autorytetu i asertywności, sposobami podziału pracy oraz metodami podejmowania decyzji.